# Heinrich Schmitz (Politiker)
Heinrich Schmitz (* 30. Juli 1929 in Lissingen; † 12. September 2000 in Gerolstein) war ein deutscher Politiker (CDU).

## Leben
Nach dem Besuch der Volksschule in Lissingen und des staatlichen Gymnasiums in Prüm absolvierte Schmitz ab 1946 eine kaufmännische Lehre, die er 1948 mit der Gehilfenprüfung abschloss. Im Anschluss folgte eine Anstellung bei der Firma Gerolsteiner, in der er als Versandleiter und stellvertretender Leiter der Personalabteilung tätig war.
Schmitz trat 1967 in die CDU ein. Er war ab 1968 Mitglied des Stadtrates und Beigeordneter in Gerolstein. Ab 1970 war er Vorsitzender der Verbandsgemeinde Gerolstein und Kreisdeputierter des Landkreises Daun. Dem Rheinland-Pfälzischen Landtag gehörte er vom 26. November 1973, als er für den ausgeschiedenen Abgeordneten Julius Saxler nachrückte, bis 1975 an. Im Landtag war er Mitglied des Innenausschusses.